# Теорема Брахмагупты

Теоре́ма Брахмагу́пты — теорема элементарной геометрии,
найденная в седьмом столетии нашей эры индийским математиком Брахмагуптой.
| Если вписанный четырёхугольник имеет перпендикулярные диагонали, пересекающиеся в точке {\displaystyle M}, то прямая, проходящая через точку {\displaystyle M} и перпендикулярная одной из его сторон, делит противоположную ей сторону пополам. |

Замечание. По аналогии с серединным перпендикуляром (медиатрисой) к стороне треугольника отрезок {\displaystyle FE} (на рисунке справа) называют антимедиатрисой  противоположных сторон четырёхугольника. С учётом этого замечания теорема Брахмагупты может быть сформулирована в виде:
| Две пары антимедиатрис вписанного ортодиагонального четырёхугольника проходят через точку пересечения его диагоналей. |

## Доказательство
На рисунке изображён вписанный четырёхугольник {\displaystyle ABCD},
имеющий перпендикулярные диагонали {\displaystyle AC} и {\displaystyle BD}, а прямая {\displaystyle ME} перпендикулярна стороне
{\displaystyle BC} и пересекает сторону {\displaystyle DA} в точке {\displaystyle F}. Тогда
{\displaystyle \angle {DMF}=\angle {BME}=\angle {MCE}\equiv \angle {ACB}=\angle {ADB}\equiv \angle {FDM}.}
Следовательно, треугольник {\displaystyle FMD} — равнобедренный.
Аналогично, равнобедренным будет и треугольник {\displaystyle FAM}.
Поэтому {\displaystyle |FA|=|FM|=|FD|}.

## Антицентр и коллинеарность
Четыре отрезка прямых, перпендикулярных одной стороне вписанного ортодиагонального четырёхугольника и проходящих через середину противоположной стороны, пересекаются в одной точке. Эта точка пересечения называется антицентром. Антицентр симметричен центру описанной окружности относительно «вершинного центроида». Таким образом, во вписанном четырёхугольнике центр описанной окружности, «вершинный центроид» и антицентр лежат на одной прямой.

## Обобщения
- Известна теорема: Если в четырёхугольнике перпендикулярны диагонали, то на одной окружности (окружность восьми точек четырёхугольника) лежат восемь точек: середины сторон и проекции середин сторон на противоположные стороны [4]. Из этой теоремы и теоремы Брахмагупты следует, что концы двух пар антимедиатрис (восемь точек) вписанного ортодиагонального четырёхугольника лежат на одной окружности (окружность восьми точек четырёхугольника).

Эта теорема обобщает теорему Брахмагупты, однако отсутствие вписанности четырёхугольника в окружность приводит к тому, что его антимедиатрисы пересекаются не в точке, являющейся точкой пересечения его диагоналей.